# Loes van der Schaft
Lucia Maria (Loes) van der Schaft (6 augustus 1956 – Rotterdam, 11 maart 2011) was een omroepster bij Nederlandse radiozenders.
Van der Schaft begon in de jaren negentig bij een lokale omroep in Rotterdam. Hierna werkte ze voor onder andere Radio Rijnmond, het ANP, Radio 4 en Omroep West.
Haar stem was tot medio oktober 2013 dagelijks te horen in de treinen van de Nederlandse Spoorwegen: zij riep de stationsnamen om via het geautomatiseerde omroepsysteem van de On Board Information Services en het reizigersinformatiesysteem (RIS) van de SLT en het SGM.
Van der Schaft overleed na een lang ziekbed in een ziekenhuis te Rotterdam.